# Tobias Hysén
Glenn Tobias Hysén (ur. 9 marca 1982 w Göteborgu) – szwedzki piłkarz grający na pozycji lewego pomocnika. Jest synem Glenna Hyséna, byłego reprezentanta Szwecji i zawodnika takich klubów jak: IFK Göteborg, PSV Eindhoven, ACF Fiorentina, Liverpool F.C. i GAIS. Jego przyrodni bracia Alexander Hysén i Anton Hysén także są piłkarzami - pierwszy gra w GIF Sundsvall, a drugi w BK Häcken.

## Kariera klubowa
Hysén jest wychowankiem klubu Ubbhults IF, a w 1998 roku został zawodnikiem Lundby IF, grającej w drugiej lidze szwedzkiej. W 1999 roku przeszedł do BK Häcken. Klub ten awansował na koniec sezonu do pierwszej ligi, jednak Hysén nie wystąpił w żadnym spotkaniu. W pierwszej lidze zadebiutował 5 listopada 2000 w przegranym 2:6 wyjazdowym spotkaniu z IFK Göteborg. W 2001 roku spadł z Häcken do drugiej ligi i następnie przez dwa lata był podstawowym zawodnikiem zespołu.
W 2004 roku Hysén odszedł do Djurgårdens IF. W sztokholmskim zespole swój debiut zanotował 5 kwietnia 2004 w zremisowanym 2:2 wyjazdowym spotkaniu z Trelleborgs FF. W 2004 roku osiągnął swój pierwszy sukces w Djurgårdens, gdy zdobył Puchar Szwecji (3:1) w finale z IFK Göteborg). Z kolei w sezonie 2005 został mistrzem kraju, a także sięgnął po kolejny krajowy puchar (2:0 w finale z Åtvidabergs FF).
23 sierpnia 2006 roku Hysén podpisał kontrakt z angielskim Sunderlandem, do którego przeszedł za 1,7 miliona funtów. 28 sierpnia 2006 rozegrał pierwszy mecz w Football League Championship, który Sunderland wygrał 2:0 z West Bromwich Albion. W sezonie 2006/2007 rozegrał 26 spotkań ligowych i zdobył 4 gole.
Na początku 2007 roku Hysén przeszedł do IFK Göteborg. 5 września 2007 zadebiutował w IFK w zremisowanym 2:2 domowym spotkaniu z Elfsborgiem. W swoim pierwszym sezonie spędzonym w IFK wywalczył mistrzostwo Szwecji, a także wystąpił w przegranym 0:3 finale Pucharu Szwecji z Kalmar FF. Na początku 2008 roku wygrał z IFK Superpuchar Szwecji, a na koniec roku zdobył swój pierwszy krajowy puchar, dzięki zwycięstwu w serii rzutów karnych z Kalmar. W 2009 roku wywalczył z IFK wicemistrzostwo Szwecji.
W latach 2014–2015 Hysén grał w chińskim klubie Shanghai SIPG. Zadebiutował w nim 9 marca 2014 w zremisowanym 1:1 wyjazdowym meczu z Liaoning Whowin. Przez dwa lata rozegrał w lidze chińskiej 54 mecze i strzelił 31 goli. W 2015 roku został wicemistrzem Chin.
W 2016 roku Hysén wrócił do IFK Göteborg.
| Sezon   | Klub              | Kraj    | Rozgrywki    | Mecze | Bramki |
| ------- | ----------------- | ------- | ------------ | ----- | ------ |
| 1998    | Lundby IF         | Szwecja | Superettan   | 2     | 0      |
| 1999    | BK Häcken         | Szwecja | Superettan   | 0     | 0      |
| 2000    | BK Häcken         | Szwecja | Allsvenskan  | 1     | 0      |
| 2001    | BK Häcken         | Szwecja | Allsvenskan  | 13    | 1      |
| 2002    | BK Häcken         | Szwecja | Superettan   | 25    | 7      |
| 2003    | BK Häcken         | Szwecja | Superettan   | 27    | 5      |
| 2004    | Djurgårdens IF    | Szwecja | Allsvenskan  | 25    | 3      |
| 2005    | Djurgårdens IF    | Szwecja | Allsvenskan  | 25    | 9      |
| 2006    | Djurgårdens IF    | Szwecja | Allsvenskan  | 15    | 5      |
| 2006/07 | Sunderland A.F.C. | Anglia  | Championship | 26    | 4      |
| 2007    | IFK Göteborg      | Szwecja | Allsvenskan  | 6     | 1      |
| 2008    | IFK Göteborg      | Szwecja | Allsvenskan  | 30    | 4      |
| 2009    | IFK Göteborg      | Szwecja | Allsvenskan  | 27    | 18     |
| 2010    | IFK Göteborg      | Szwecja | Allsvenskan  | 22    | 10     |
| 2011    | IFK Göteborg      | Szwecja | Allsvenskan  | 29    | 16     |
| 2012    | IFK Göteborg      | Szwecja | Allsvenskan  | 30    | 6      |
| 2013    | IFK Göteborg      | Szwecja | Allsvenskan  | 28    | 14     |
| 2014    | Shanghai Dongya   | Chiny   | Super League | 28    | 19     |
| 2015    | Shanghai SIPG     | Chiny   | Super League | 26    | 12     |
| 2016    | IFK Göteborg      | Szwecja | Allsvenskan  |       |        |

## Kariera reprezentacyjna
W latach 2003–2005 Hysén rozegrał 13 spotkań i zdobył 2 bramki w reprezentacji Szwecji U-21. W 2004 roku wystąpił z nią na Mistrzostwach Europy U-21. W dorosłej reprezentacji Szwecji zadebiutował 22 stycznia 2005 roku w zremisowanym 1:1 towarzyskim spotkaniu z Koreą Południową.